# Małgorzata Skorupa
Małgorzata Skorupa (ur. 16 września 1984 w Radomiu) – polska siatkarka, grająca na pozycji środkowej. W sezonie 2018/2019 była zawodniczką LTS Legionovia Legionowo.
Córka Andrzeja Skorupy, byłego siatkarza Czarnych Radom i reprezentanta Polski, siostra-bliźniaczka Katarzyny Skorupy, siatkarki.

## Sukcesy klubowe
Mistrzostwo Polski:
- 2018